# سفیان المودن
سفیان المودن (فرانسوی: Sofian El Moudane‎؛ زادهٔ ۱۶ مارس ۱۹۹۴) بازیکن فوتبال اهل فرانسه است.
از باشگاه‌هایی که در آن بازی کرده‌است می‌توان به باشگاه فوتبال الوداد کازابلانکا، باشگاه فوتبال آنژه و باشگاه فوتبال سن-اتین اشاره کرد.